# Bashir Hassan
Bashir Hassan Salad (* 3. Dezember 1983) ist ein schwedischer Boxer.

## Werdegang
Bashir Hassan ist der Sohn nordafrikanischer Einwanderer nach Schweden. Die Familie wurde in Stockholm ansässig und Bashir Hassan begann dort als Jugendlicher mit dem Boxen. Sein Verein ist Djurgårdens IF Stockholm. Er ist relativ leicht und boxte zunächst im Bantamgewicht und dann im Federgewicht. In den Jahren 2000 bis 2002 wurde er schwedischer Juniorenmeister und 2002 siegte er auch bei den Nordischen Juniorenmeisterschaften im Bantamgewicht. 2002 startete er auch bei der Junioren-Weltmeisterschaft in Santiago de Cuba. Er gewann dort im Bantamgewicht über Aaron Hassette aus Trinidad und Tobago (19:7) und Likar Ramos, Kolumbien (13.7) nach Punkten und verlor im Viertelfinale gegen den kubanischen Favoriten Rudolfo Perez Martinez (12:27). Er belegte damit den 5. Platz.
2002 wurde Bashir Hassan auch schon erstmals schwedischer Meister im Bantamgewicht. Er besiegte dabei im Finale Jesus Ruiz Rivera nach Punkten (19:10). Weitere schwedische Meistertitel gewann er 2005, 2006, 2007, 2008, 2009 und 2010, jeweils im Federgewicht. 2003 und 2011 wurde er schwedischer Vizemeister im Federgewicht. 2011 verlor er dabei im Endkampf gegen Salomo N’tuve knapp nach Punkten (6:7).
Im Jahre 2006 startete er bei der Europameisterschaft in Plowdiw. Er verlor dort aber im Federgewicht im Achtelfinale gegen Michail Bernadski aus Belarus und belegte den 9. Platz. Er war auch bei der Weltmeisterschaft 2007 in Chicago am Start. Nach einem Punktsieg über den Jamaikaner Nicholas Walters (13:9) verlor er dort wieder im Achtelfinale gegen Sailmon Ardee aus Thailand nach Punkten (13:23), womit er wieder auf dem 9. Platz landete.
2008 versuchte sich Bashir Hassan bei den Olympia-Qualifikations-Turnieren in Pescara bzw. in Athen für die Teilnahme an den Olympischen Spielen in Peking zu qualifizieren. In Pescara belegte er den 9. Platz und in Athen nach Punktsiegen über Michail Bernadski (13:7 und David Oliver Joyce, Irland (19:17) und einer Niederlage gegen Nikolas Isorija aus Georgien (5:18) den 3. Platz. Diese Platzierungen reichten für einen Startplatz in Peking nicht aus. Im November 2008 startete er dann bei der Europameisterschaft in Liverpool, wo er mit Siegen über Julian Stan, Rumänien (15:8) und Sandro Schär, Deutschland (14:4) in das Halbfinale vordrang. In diesem verlor er gegen Araik Ambartsumjan aus Russland nach Punkten (2:9). Durch das Erreichen des Halbfinales hatte er aber schon eine Bronzemedaille gewonnen.
Ohne Medaillengewinn blieb Bashir Hassan bei der Weltmeisterschaft 2009 in Mailand und bei der Europameisterschaft 2010 in Moskau. In Mailand siegte er im Federgewicht über Askarbek Kalpakow aus Kirgistan nach Punkten )9:6) und verlor gegen Kevin Rivers aus den Vereinigten Staaten nach Punkten (5:9), womit er auf den 17. Platz einkam und in Moskau siegte er über Kerem Gurgen aus der Türkei knapp nach Punkten (+2:2) und verlor gegen Iain Weaver aus England nach Punkten (3:8) und kam damit auf den 9. Platz. Auch bei der Europameisterschaft 2011 in Ankara kam er im Federgewicht nicht über den 9. Platz hinaus. Er konnte dort nach einem Punktsieg über Mateusz Mazik, Polen (19:14) gegen Luke Campbell aus England wegen einer Verletzung nicht mehr antreten.
Neben diesen Meisterschaften ging Bashir Hassan im Laufe seiner Karriere bei unzähligen internationalen Turnieren an den Start. Er stand dabei einige Male auf dem Siegertreppchen, konnte aber nur wenige dieser Turniere gewinnen. Er vertrat Schweden auch in vielen Länderkämpfen und blieb dabei in der Mehrzahl seiner Kämpfe siegreich. Im Jahre 2011 entstand ihm in Schweden in Salomo N’tuve ein harter Konkurrent. Für die Olympischen Spiele 2012 in London konnte sich Hassan nicht qualifizieren.

## Internationale Erfolge
| Jahr | Platz | Wettbewerb                                          | Gewichtsklasse | Ergebnis |
| 2000 | 2.    | Nordische Junioren-Meisterschaft in Uppsala         | Bantam         | nach Punktniederlage im Finale gegen Daniel Hartvig, Schweden (13:14)                                                                                             |
| 2001 | 2.    | Nordische Junioren-Meisterschaft in Give/Dänemark   | Bantam         | nach Punktniederlage im Finale gegen Jyri Naskali, Finnland (12:14)                                                                                               |
| 2002 | 1.    | Nordische Junioren-Meisterschaft in Moss/Norwegen   | Bantam         | nach Punktsieg im Finale über Ville Piipanen, Finnland (17:4) |
| 2002 | 5.    | Junioren-Weltmeisterschaft in Santiago de Cuba      | Bantam         | nach Punktsiegen über Aaron Hassette, Trinidad und Tobago (19:7) und Likar Ramos, Kolumbien (13:7) und Punktniederlage gegen Rudolfo Perez Martinez, Kuba (12:27) |
| 2005 | 3.    | Tammer-Tournament in Tampere                        | Feder          | nach Punktsieg über Joegin Ladon, Philippinen (47:19) und Punktniederlage gegen Eric Donovan, Irland (13:35)                                                      |
| 2006 | 1.    | Intern. Turnier in Uppsala                          | Leicht         | nach Punktsieg über Maxim Gusew, Russland (43:14) |
| 2006 | 5.    | Strandja-Memorial in Plewen                         | Feder          | nach Punktniederlage gegen Dimitri Bulenkow, Ukraine (25:27) |
| 2006 | 5.    | Feliks-Stamm-Memorial in Warschau                   | Feder          | nach Punktniederlage gegen Michal Chudecki, Polen (13:25) |
| 2006 | 3.    | Ahmet-Comert-Turnier in Istanbul                    | Feder          | nach Punktsiegen über Yakup Kilic, Türkei (29:27) und Enchorzig Zorigbaatar, Mongolei (25:10) und Punktniederlage gegen Kanat Machatow, Kasachstan (27:47)        |
| 2006 | 9.    | EM in Plowdiw                                       | Feder          | nach RSC-Niederlage in der 3. Runde gegen Michail Bernadski, Belarus                                                                                              |
| 2006 | 1.    | Kopenhagen-Cup                                      | Feder          | nach Punktsiegen über Ewgeni Kubaljuk, Ukraine (41:17) und Ashley Dlamini, Südafrika (51:7)                                                                       |
| 2007 | 2.    | Feliks-Stamm-Memorial in Warschau                   | Feder          | nach Punktsiegen über Michail Zerominski, Polen (19:13) und Yakup Kilic (19:14) und Punktniederlage gegen Andrzej Liczik, Polen (19:20)                           |
| 2007 | 2.    | Gee-Bee-Tournament in Helsinki                      | Feder          | nach RSC-Sieg in der 3. Runde über Wladimir Nikoforow, Estland und Punktniederlage gegen Michal Chudecki (9:14)                                                   |
| 2007 | 9.    | Ahmet-Comert-Turnier in Istanbul                    | Feder          | nach Punktniederlage gegen Yakup Kilic (12:24) |
| 2007 | 5.    | Intern. Turnier in Ostrava                          | Feder          | nach Punktniederlage gegen Chasan Irgaschew, Russland (20:39) |
| 2007 | 9.    | WM in Chicago                                       | Feder          | nach Punktsieg über Nicholas Walters, Jamaika (13:9) und Punktniederlage gegen Sailmon Ardee, Thailand (13:23)                                                    |
| 2007 | 5.    | Tammer-Tournament in Tampere                        | Feder          | nach Punktniederlage gegen Thomas Stalker, England (9:16) |
| 2008 | 5.    | Strandja-Memorial in Plowdiw                        | Feder          | nach Punktsieg über Sergio Prado, Spanien (30:10) und Punktniederlage gegen Bojan Alexandrow, Bulgarien (11:19)                                                   |
| 2008 | 9.    | Olympia-Qualifik.-Turnier in Pescara                | Feder          | nach Punktniederlage gegen Valentins Morosows, Lettland (13:20)                                                                                                   |
| 2008 | 3.    | Feliks-Stamm-Memorial in Warschau                   | Feder          | nach Punktsiegen über Michal Zerominski (23:12) und Dimitri Bulenkow, Ukraine (24:17) und Punktniederlage gegen Li Yang, Volksrepublik China (7:13)               |
| 2008 | 3.    | Olympia-Qualifi.-Turnier in Athen                   | Feder          | nach Punktsiegen über Michail Bernadski 813:7) und David Oliver Joyce, Irland (19:17) und Punktniederlage gegen Nikolas Isorija, Georgien (5:18)                  |
| 2008 | 1.    | Falken-Cup in Gävle                                 | Leicht         | nach Punktsieg über Alex Wassiljew, Finnland (3:0 RS) |
| 2008 | 1.    | Intern. Turnier in Stockholm                        | Feder          | nach Punktsieg über Lars Niklasson, Schweden (3:0 RS) |
| 2008 | 3.    | EM in Liverpool                                     | Feder          | nach Punktsiegen über Julian Stan, Rumänien (15:8) und Sandro Schär, Deutschland (14:4) und Punktniederlage gegen Araik Ambartsumjan, Russland (2:9)              |
| 2009 | 5.    | Strandja-Memorial in Plowdiw                        | Feder          | nach Punktsieg über Oleg Malinowski, Ukraine (5:1) und Punktniederlage gegen Yasnier Toledo Lopez, Kuba (1:5)                                                     |
| 2009 | 5.    | Feliks-Stamm-Memorial in Warschau                   | Feder          | nach Punktniederlage gegen Dawid Jania, Polen (2:5) |
| 2009 | 3.    | Gee-Bee-Tournament in Helsinki                      | Feder          | nach Punktniederlage gegen Dimitri Poljanski, Russland (1:8) |
| 2009 | 3.    | Arena-Cup in Pula                                   | Feder          | nach Punktsieg über Mirsad Ahmedi, Kroatien (9:7) und Punktniederlage gegen Ruslan Kamilow, Russland (5:14)                                                       |
| 2009 | 17.   | WM in Mailand                                       | Feder          | nach Punktsieg über Askarbek Kalpakow, Kirgisistan (9:6) und Punktniederlage gegen Kevin Rivers, USA (5:9)                                                        |
| 2009 | 5.    | Cup der ölproduzierenden Staaten in Chanty-Mansijsk | Feder          | nach Punktniederlage gegen Dimitri Schukow, Russland (1:2) |
| 2010 | 5.    | Grand-Prix in Ústí nad Labem                        | Feder          | nach Punktniederlage gegen Martin Parlagi, Slowakei (1:4) |
| 2010 | 3.    | Umachanow-Memorial in Machatschkala                 | Feder          | nach Punktsieg über Suleiman Mustafejew, Aserbaidschan (5:2) und Punktniederlage gegen Dimitrijs Gutmans, Lettland (1:2)                                          |
| 2010 | 9.    | EM in Moskau                                        | Feder          | nach Punktsieg über Kerem Gurgen, Türkei (+2:2) und Punktniederlage gegen Iain Weaver, England (3:8)                                                              |
| 2011 | 9.    | EM in Ankara                                        | Feder          | nach einem Punktsieg über Mateusz Mazik, Polen (19:14) und kampfloser Niederlage gegen Luke Campbell, England                                                     |

## Schwedische Meisterschaften
| Jahr | Platz | Gewichtsklasse | Ergebnis                                                                                           |
| 2002 | 1.    | Bantam         | nach Punktsieg im Finale über Jesus Ruiz Rivera (19:10)                                            |
| 2003 | 2.    | Feder          | nach Punktniederlage im Finale gegen Majid Jelilli (14:17)                                         |
| 2005 | 1.    | Feder          | nach Punktsieg im Finale über Rickard Lundby (36:20)                                               |
| 2006 | 1.    | Feder          | nach Punktsieg im Finale über Anders Bengtsson (38:13)                                             |
| 2007 | 1.    | Feder          | nach Punktsieg im Finale über Clarence Goyeram (30:17)                                             |
| 2008 | 1.    | Feder          | nach Punktsieg im Finale über Suro Ismailow (20:6)                                                 |
| 2009 | 1.    | Feder          | nach Punktsieg über Daniel Gustavsson (17:0)                                                       |
| 2010 | 1.    | Feder          | nach Punktsiegen im Halbfinale über Salomo N’tuve (+3:3) und im Finale über Niklas Helgesson (7:2) |
| 2011 | 2.    | Feder          | nach Punktniederlage im Finale gegen Salomo N’tuve (6:7)                                           |

## Länderkämpfe
| Jahr | Ort          | Begegnung                               | Gewichtsklasse | Ergebnis                                       |
| 2006 | Athy         | St. Michaels/Irland gegen Stockholm     | Feder          | Punktsieg über Ross Hickey (21:17)             |
| 2006 | Stockholm    | Schweden gegen Türkei                   | Feder          | Punktsieg über Yakup Kilic (3:0 RS)            |
| 2006 | Boden        | Schweden gegen Finnland                 | Feder          | Punktsieg über Jyri Naskali (3:0 RS)           |
| 2007 | Stockholm    | Schweden gegen England                  | Feder          | Punktsieg über Samir Mounieme (2:1 RS)         |
| 2007 | Helsinki     | Finnland gegen Schweden                 | Feder          | Punktsieg über Alex Wassiljew (3:0 RS)         |
| 2007 | Warka        | Polen gegen Schweden                    | Feder          | Punktniederlage gegen Michal Chudecki (1:2 RS) |
| 2007 | Chojnice     | Polen gegen Schweden                    | Feder          | Punktniederlage gegen Michal Chudecki (1:2 RS) |
| 2008 | Kristianstad | Schweden gegen Finnland                 | Feder          | Punktsieg über Petteri Frödholm (3:0 RS)       |
| 2009 | Dublin       | Irland gegen Schweden (Round Robin)     | Feder          | Punktniederlage gegen David Oliver Joyce (4:6) |
| 2009 | Dublin       | England II gegen Schweden (Round Robin) | Feder          | Punktsieg über Jason Quigley (9:6)             |
| 2009 | Dublin       | England I gegen Schweden (Round Robin)  | Feder          | Punktniederlage gegen Iain Weaver (10:13)      |
| 2009 | Santo Amaro  | São Paulo gegen Stockholm               | Feder          | RSC-Sieg in der 3. Runde über Jefferson Silva  |
| 2009 | Santo Amaro  | São Paulo gegen Stockholm               | Feder          | Punktniederlage gegen Jose Carlos Brito (0:5)  |
| 2009 | Kankanpää    | Finnland gegen Schweden                 | Feder          | Punktsieg über Petteri Frödholm                |
| 2010 | Basingstoke  | England gegen Schweden                  | Feder          | Punktsieg über Iain Weaver (3:0 RS)            |
| 2010 | Turku        | Finnland gegen Schweden                 | Feder          | Punktsieg über Petteri Frödholm (3:0 RS)       |
| 2010 | Athy         | Irland gegen Schweden                   | Feder          | Abbruch-Sieg in der 2. Runde über Eric Donovan |

## Erläuterungen
- WM = Weltmeisterschaft, EM = Europameisterschaft
- Gewichtsklassen: Bantamgewicht bis 54 kg, seit 2011 abgeschafft, Federgewicht, bis 2010 bis 57 kg, seit 2011 bis 56 kg, Leichtgewicht, bis 60 Körpergewicht
- RSC = „Referee Stops Contest“ = Kampfabbruch durch den Ringrichter
- RS = Richterstimmen